# Millers Pond State Park
Millers Pond State Park ist ein State Park im US-Bundesstaat Connecticut auf dem Gebiet der Gemeinden Durham und Haddam an der Foothills Road. 

## Geographie
Der Park umschließt den 12 ha großen Stausee aus dem 18. Jahrhundert und umfasst mittlerweile 113 ha (280 acre). Freizeitaktivitäten sind Angeln, Wandern, Mountainbike Fahren und Jagen. Der Teich staut den Sumner Brook, der von dort nach Norden weiterfließt und sich im Stadtgebiet von Middletown in den Connecticut River ergießt. Nur wenige hundert Meter weiter nordöstlich liegt der Stepanski Pond, der durch den Bible Rock Brook entwässert. Die beiden Seen sind nur durch eine Landenge getrennt. Die Wasser des Sees entstammen ergiebigen, sehr sauberen Quellen, die für eine gesunde Population an Forellen und Schwarzbarschen bürgen. Im Westen und Süden des Parks schließen sich Areale des Cockaponset State Forests an. Die Gneis-Felsen im Park gehören zur Collins Hill formation und zur Middletown Formation.

## Geschichte
Thomas Miller errichtete den Damm bereits 1704, um ein Reservoir für seine Getreidemühle anzulegen, die etwas weiter unten am Bach lag. 1955 erwarb die State Park and Forest Commission Millers Pond von den Erben von Thomas Macdonough Russell mit Geldern, die dem Trust von George Dudley Seymour zur Verfügung gestellt wurden. Das ursprüngliche Gebiet bestand aus den 12 ha (30 acre) Seefläche und 69 ha (170 acre) Waldland. Im Laufe der Jahre wurden weitere Gebiete erworben und es dauerte bis 1972, bis das Areal rund um den See komplett zum State Park gehörte.